# Faetón (carrocería)

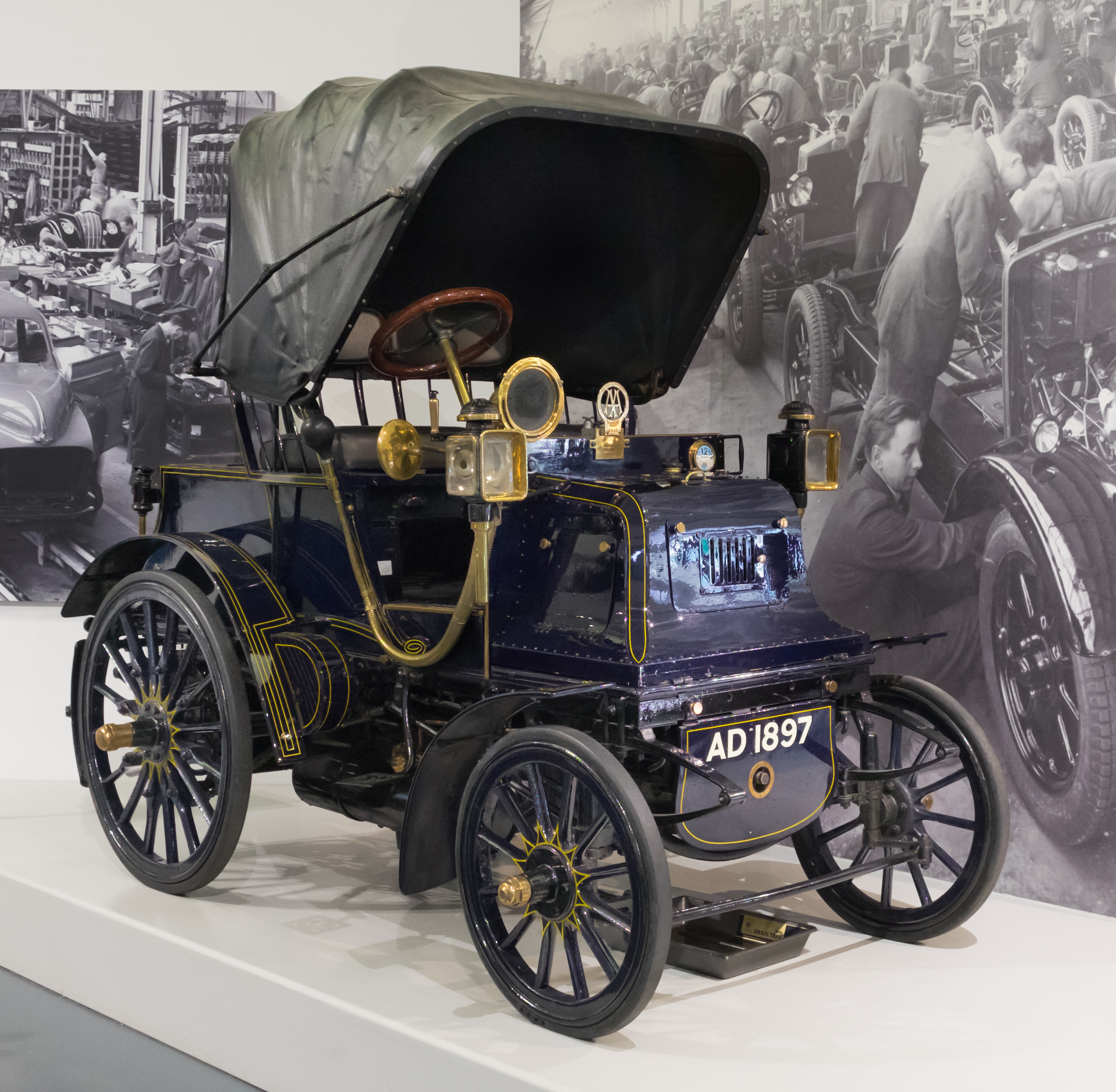
Daimler Grafton Phaeton (1897)

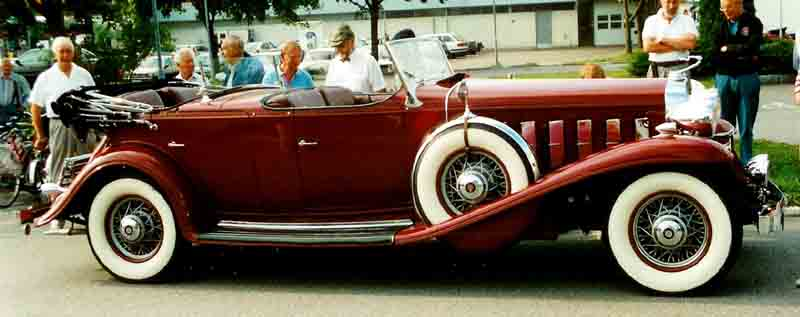
Cadillac V-16 con capota doble (1932)

Un faetón es un estilo de automóvil abierto sin ninguna protección fija contra el clima, que fue popular desde la década de 1900 hasta la década de 1930. Originalmente, era el equivalente automotriz de un carruaje de caballos rápido y liviano con el mismo nombre, el faetón.
El faetón de doble capota fue un estilo popular en los Estados Unidos desde mediados de la década de 1920 hasta la primera mitad de la década de 1930, caracterizado por disponer de una mampara que separaba a los pasajeros traseros del conductor y del pasajero delantero.
Los faetones cayeron en desuso cuando los coches cerrados y los descapotables estuvieron ampliamente disponibles durante la década de 1930. Con el tiempo, el término "faetón" se aplicó de manera tan amplia y flexible que casi cualquier vehículo con dos ejes y carrocería con una o más filas de asientos podía llamarse faetón. Los convertibles y hardtop sin pilares intermedios a veces se comercializaron como "faetones" después de la desaparición de los auténticos faetones.

## Historia

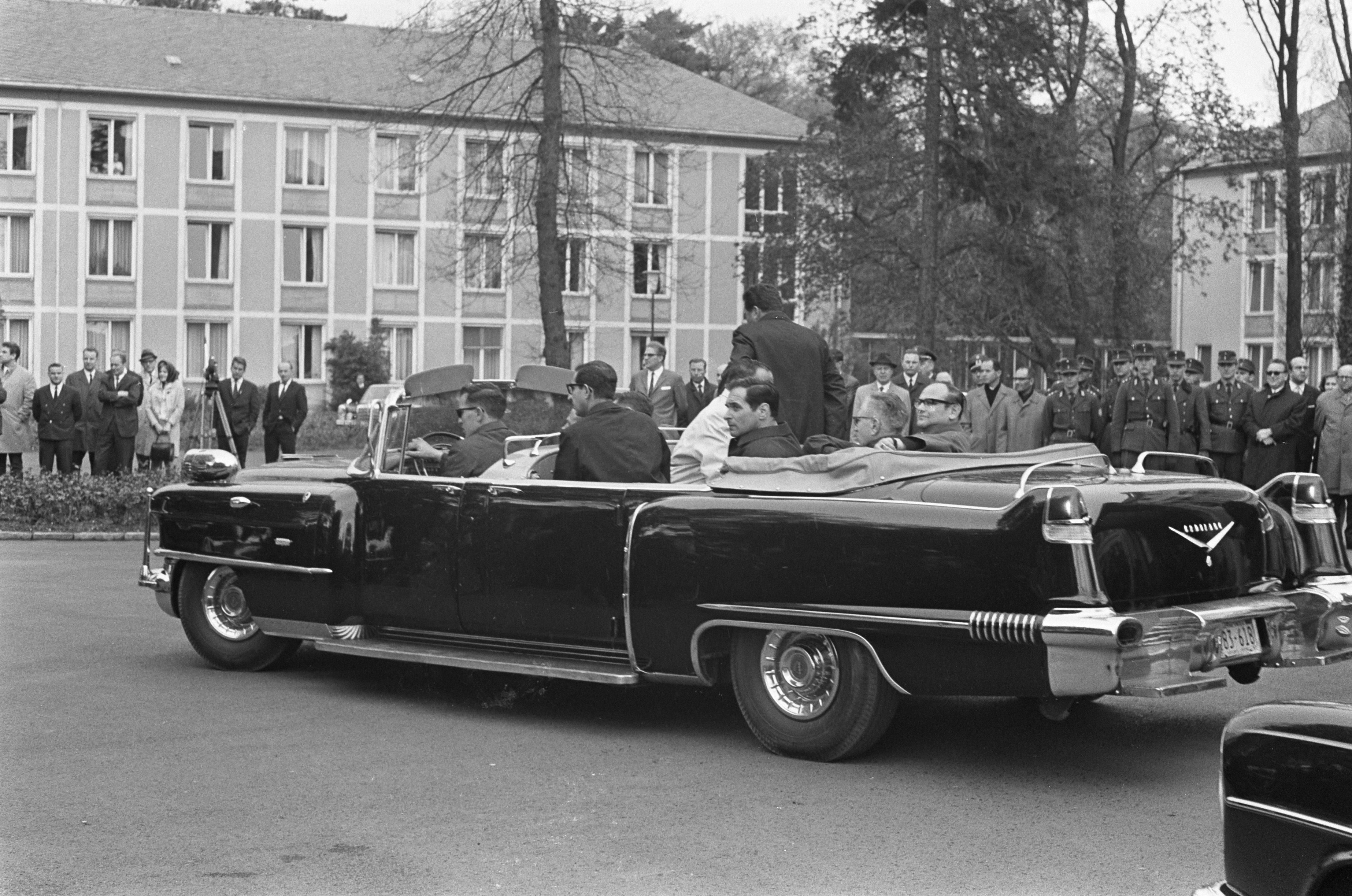
El Presidente Johnson en un Cadillac faetón en 1967

El término "faetón" había descrito históricamente un carruaje abierto de cuatro ruedas ligero. Cuando llegaron los automóviles, se aplicó a un biplaza ligero con una carrocería mínima. El término era intercambiable con "spyder", derivado de una forma ligera de carro con este nombre. Originalmente destinado a denominar a un vehículo más rápido y ligero que un automóvil de turismo, los dos términos finalmente se volvieron intercambiables.
En estos coches era posible agregar un techo plegable o rígido desmontable antes de un viaje para protegerse de las inclemencias del tiempo, y se podían instalar cortinas laterales o pantallas una vez que el techo estaba colocado en su lugar. Era una forma de protección temporal y parcial, en lugar de la protección impermeable más permanente que podía ofrecer un convertible. En consecuencia, un faetón era mucho más ligero que un convertible (un vehículo más resistente y que estaba mejor preparado para las inclemencias del clima). Dado que la carrocería estaba completamente abierta, era fácil agregar o quitar una fila adicional de asientos cuando se había dejado espacio en la construcción original.
Un faetón se diferencia de un convertible en que no tiene ventanas deslizantes en las puertas o en la carrocería, y no dispone de un techo rígido permanente.
|  |  |  |

|  |  |  |

## Faetones dobles y triples
También había dobles faetones, con dos filas de asientos, triples faetones o incluso faetones cerrados.
Después de 1912, el uso estadounidense del término comenzó a asociarse más estrechamente con las configuraciones de carrocería de "triple faetón" que tenían espacio para tres filas de asientos, independientemente de que estuvieran instaladas o no. Esto también llevó a que el término "faetón" se volviera similar y eventualmente intercambiable con el término "automóvil de turismo".
Un uso específico del término "faetón" se aplica al "faetón de doble capota", un estilo de carrocería en el que los pasajeros traseros estaban separados del conductor y de los pasajeros delanteros por una lona o mampara, a menudo con su propio parabrisas plegable.
|  |  |  |  |

## Disminución de su popularidad

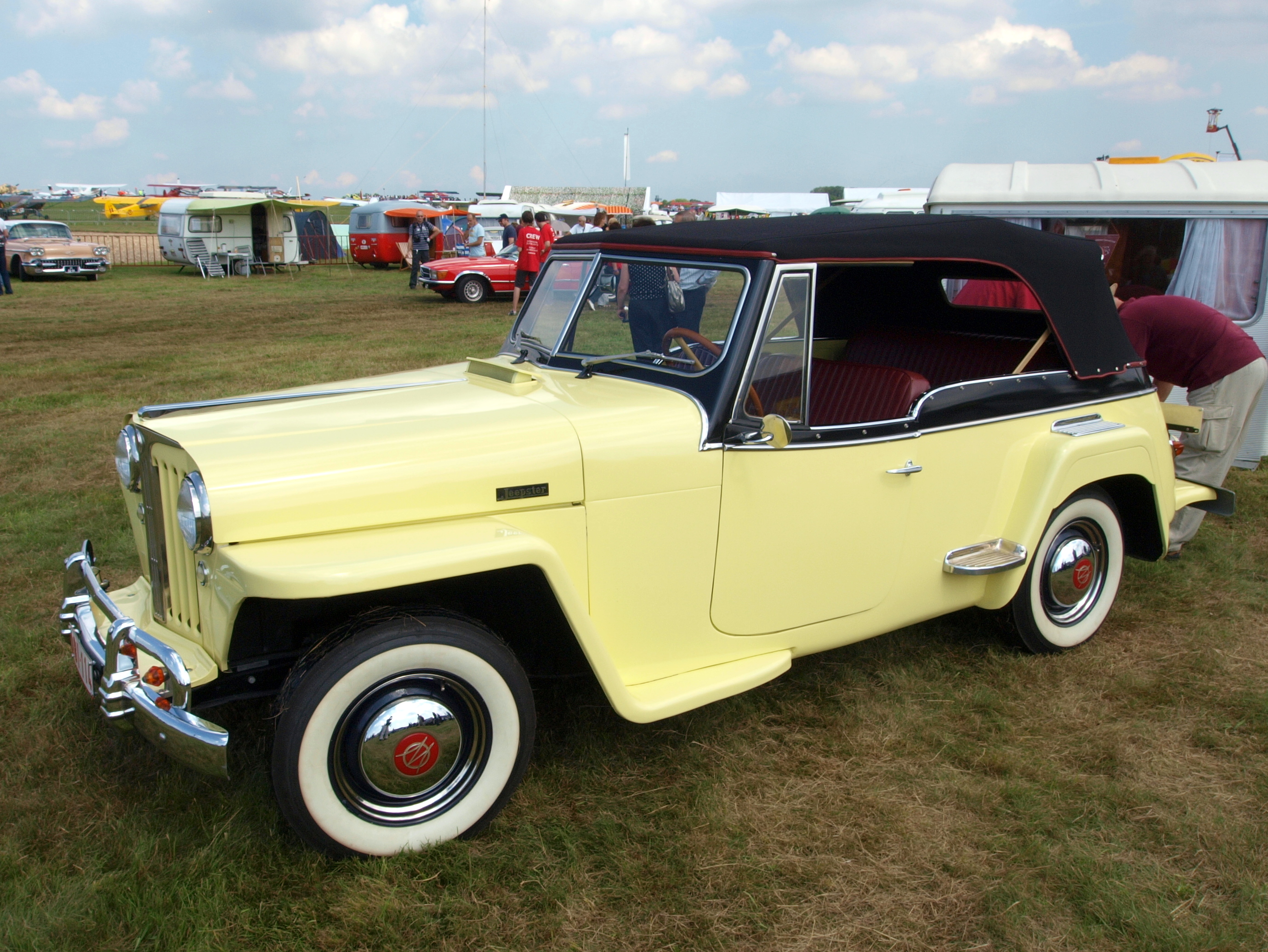
Willys-Overland Jeepster (1948), el último faetón producido por un fabricante estadounidense

El faetón y los primeros turismos descubiertos fueron populares hasta la década de 1930, después de lo cual serían reemplazados en gran medida por el convertible, que también tenía un techo retráctil, y que además incluía ventanas laterales para que el automóvil pudiera cerrarse completamente.
El Willys-Overland Jeepster fue el último faetón verdadero producido por un fabricante de automóviles importante de los Estados Unidos, y se presentó diez años después del anterior faetón ofrecido por un fabricante estadounidense. La demanda de automóviles posterior a la Segunda Guerra Mundial, de cualquier tipo, fue una oportunidad para que Willys-Overland se basara en el reconocimiento militar del Jeep y desarrollaran a partir del Jeepster de 1946 un vehículo de dos puertas, el Phaeton de 1948. Disponía de un "equipamiento espartano pero adecuado" que incluía cortinas laterales de plástico en lugar de ventanas de vidrio deslizantes y, por lo tanto, proporcionaba "aire acondicionado" estándar simplemente abriendo las ventanillas con bisagras y conduciendo más rápido. Comercializado desde 1948 hasta 1951, el Jeepster Phaeton era un vehículo bastante caro y "aunque admirado por muchos, fue comprado por relativamente pocos".
En 1952, un año después de que Willys-Overland Motors ofreciera por última vez el Jeepster, Chrysler construyó tres Imperial Parade Phaeton para uso ceremonial, uno en la ciudad de Nueva York, otro en Los Ángeles y un tercero destinado a la Casa Blanca, pero que finalmente se utilizó para eventos en todo Estados Unidos. Estos eran faetones de doble capota hechos a medida en el chasis alargado del Imperial Crown Limousine de Chrysler Corporation.

## "Phaeton" como nombre de modelo
A fines de la década de 1930, Buick incluyó un estilo de carrocería "convertible faetón", que en realidad era un descapotable de cuatro puertas, ya que las puertas tenían ventanas deslizantes y el automóvil podía cerrarse completamente.
Durante el año 1956, Mercury comercializó las versiones hardtop de cuatro puertas de sus modelos Montclair y Monterey como "faetones".
En 2004, Volkswagen presentó un vehículo con el nombre de Phaeton, que tiene un estilo típico de carrocería sedán de cuatro puertas.
|  |  |  |